# Partito Comunista di Spagna
Il Partito Comunista di Spagna (in spagnolo Partido Comunista de España, PCE) è un partito politico spagnolo di ideologia comunista fondato il 14 novembre 1921. Malgrado fosse stato uno dei fautori della svolta eurocomunista, attualmente ha una linea politica più ortodossa e lavorista. 
Il PCE è parte integrante della coalizione della Sinistra Unita (Izquierda Unida, IU), partecipa al progetto del Partito della Sinistra Europea e ha come sindacato di riferimento le Comisiones Obreras. L'organizzazione giovanile si chiama Unione delle Gioventù Comuniste di Spagna (Unión de Juventudes Comunistas de España, UJCE) ed il partito pubblica mensilmente Mundo Obrero ("Mondo operaio"), e trimestralmente, anche Nuestra Bandera ("La nostra bandiera").

## Storia

### La fondazione e i primi anni
Il primo partito comunista in Spagna, il Partito Comunista Spagnolo (Partido Comunista Español), venne fondato nel 1920 da fuoriusciti della Federazione della Gioventù Socialista (Federación de Juventudes Socialistas), il cui periodico era El Comunista. Nello stesso anno, una parte degli aderenti al Partito Socialista Operaio Spagnolo (Partido Socialista Obrero Español, PSOE) se ne distaccarono per la scelta di quest'ultimo di aderire all'Internazionale di Vienna invece che alla Internazionale Comunista. Questa corrente minoritaria, nota come tercerista (terzista), fondò nel 1921 il Partito Comunista Operaio Spagnolo (Partido Comunista Obrero Español, PCOE), aderendo alla Terza Internazionale.
Su pressioni della direzione dell'Internazionale, che non desiderava avere due referenti in Spagna, il 14 novembre 1921 i due partiti si fusero, dando vita al Partito Comunista di Spagna. Il primo congresso si tenne a Siviglia nel marzo 1922. Internamente il partito acquisì, dopo un intenso dibattito, una linea politica filo-sovietica. Questo portò nel 1930 alla scissione della Federazione Comunista Catalo-Balearica (Federació Comunista Catalano-Balear, FCCB), confluita in seguito nel Blocco dei Lavoratori e dei Contadini (Bloque Obrero y Campesino, BOC), e di una corrente trotzkista, costituitasi nel partito della Sinistra Comunista di Spagna (Izquierda Comunista de España, ICE). La scissione e le repressioni della dittatura del generale Miguel Primo de Rivera indebolirono notevolmente questa forza politica.

### Il fronte popolare e la guerra civile
Nel 1936, il PCE era diretto da José Diaz e Dolores Ibárruri (conosciuta come "La Pasionaria"). A causa del crescente peso politico di partiti di destra come la Confederazione Spagnola delle Destre Autonome (Confederación Española de Derechas Autónomas, CEDA) e della linea promossa da Stalin del frontismo, il PCE si fece promotore del Fronte Popolare (Frente Popular), una coalizione larga che comprendeva da forze rivoluzionarie come il POUM fino a partiti di centro come l'Unione Repubblicana. Il Fronte Popolare, nelle elezioni di quello stesso anno, batté il Fronte Nazionale, ma il PCE non partecipò attivamente al governo del centrista Manuel Azaña.
Il 19 luglio di quello stesso anno, alcuni ufficiali dell'esercito, con alla testa José Sanjurjo e Francisco Franco, tentarono di prendere il potere con un colpo di Stato, ma molte città chiave rimasero in mano ai repubblicani, segnando l'inizio della Guerra Civile Spagnola.
Il PCE non aveva grande seguito popolare, ma la successione degli eventi, con una radicalizzazione delle posizioni, ed il supporto militare che l'Unione Sovietica, a differenza di Francia e Gran Bretagna, concesse al governo repubblicano, permise al partito di crescere numericamente e di acquisire una importanza centrale nei governi che si successero durante la guerra civile. Il PCE, comunque, ebbe un relativo margine di manovra politica, stretto tra il filo diretto che lo legava ai sovietici ed il crescente attivismo degli anarchici della Confederazione Nazionale del Lavoro (Confederación Nacional del Trabajo, CNT) e di partiti come il Partito Operaio di Unificazione Marxista (Partido Obrero de Unificación Marxista, POUM).
In Catalogna, il partito decise di dare vita, insieme ad altri soggetti, al Partito Socialista Unificato della Catalogna (Partit Socialista Unificat de Catalunya, PSUC), prendendone fermamente la guida. Il PSUC, che aveva la stessa linea moderata del PCE, tentò progressivamente di reprimere lo spirito rivoluzionario del POUM e dei sindacati e movimenti anarchici, acuendo la tensione nella regione. Nel maggio 1937, la tensione diventò scontro aperto, con quattro giorni di combattimento che lasciò sul terreno centinaia di morti e feriti (le giornate di maggio).
Nell'aprile 1939, il governo repubblicano cadde e i dirigenti del PCE furono costretti all'esilio.

### Gli anni del franchismo
Il PCE, durante gli anni della dittatura di Francisco Franco, rimase uno dei movimenti più attivi di resistenza e riuscì perfino ad organizzare azioni di guerriglia in alcune regioni del paese.
Una larga parte del corpo del partito fuggì in esilio in Francia, mentre alcuni si trasferirono in Unione Sovietica e combatterono da volontari nell'Armata Rossa durante la seconda guerra mondiale.
Nel 1942, Dolores Ibárruri, molto vicina alle posizioni di Mosca, divenne segretaria del partito, sostituita nel 1960 da Santiago Carrillo. Il PCE negli anni sessanta cambiò la sua strategia e decise di creare le Commissioni Operaie (Comisiones Obreras, CCOO) in accordo con gli altri sindacati. Le CCOO guadagnarono forza e, insieme al PCE, divennero la spina dorsale delle forze di opposizione nella Spagna franchista.
Negli anni settanta il partito si allontanò definitivamente dall'Unione Sovietica, e insieme al PCI e al PCF elaborò la teoria di trasformazione sociale dell'eurocomunismo.

### La restaurazione della democrazia
Alla morte di Franco, il PCE di Carrillo appoggiò la decisione di instaurare in Spagna una monarchia parlamentare basata su una democrazia liberale, creando molta tensione nei comunisti spagnoli. Il partito venne legalizzato il 9 aprile 1977 riuscendo in poche settimane a raccogliere 200.000 adesioni.
La svolta eurocomunista di Carrillo (etichettato come "revisionista" dalla sinistra comunista ortodossa), intanto, aveva provocato diverse scissioni: nel 1973 la sinistra del partito, guidata da Enrique Líster, si staccò per fondare il Partito Comunista Operaio Spagnolo (Partido Comunista Obrero Español, PCOE), seguendo le scissioni del Partito Comunista di Spagna (VIII e IX Congresso) (Partido Comunista de España (VIII y IX Congresos), PCE (VIII-IX)) nel 1971 e anticipando quella del Partito Comunista dei Lavoratori (Partido Comunista de los Trabajadores, PCT) nel 1977.
Nelle prime elezioni libere del 1977, il PCE raggiunse il 9,33% dei consensi, e il 10,77% in quelle del 1979. Tuttavia, nel 1982 il partito soffrì una sconfitta elettorale che sfociò, unita alla non totale accettazione della dottrina eurocomunista, nelle dimissioni di Carrillo, sostituito da Geraldo Iglesias. In seguito il PCE abbandona l'eurocomunismo, Carrillo viene espulso dal partito nel 1985.
Nel 1986, il PCE partecipò con altre forze politiche alla fondazione della Sinistra Unita (Izquierda Unida, IU), costituita inizialmente come coalizione elettorale e successivamente come movimento politico e sociale, di cui fa parte tuttora.
Nel 1988 viene eletto segretario l'andaluso Julio Anguita che mantiene la carica per un decennio. Nel 1998, a causa di problemi di salute, Anguita lascia la carica della segreteria e viene sostituito da catalano Francisco Frutos. Durante la segreteria di Frutos, divennero tesi i rapporti con IU, che nel frattempo aveva assunto come leader Gaspar Llamazares. Insieme a Izquierda Unida, il PCE sostiene dall'esterno il primo governo Zapatero, dal 2004 al 2008, si astiene invece sul secondo esecutivo Zapatero, dal 2009 al 2011.
Il XVIII Congresso del PCE, nel 2009, elegge Segretario José Luis Centella. Durante la segreteria di Centella, il PCE allarga il suo sistema di alleanze, andando oltre Izquierda Unida. Alle elezioni del 2011, viene presentata la lista Izquierda Plural, che oltre a IU comprende anche Los Verdes. Alle elezioni del 2015, IU si presenta nella maggior parte delle comunità autonome con la coalizione di Unidad Popular, insieme a vari movimenti regionalisti, mentre in Catalogna, Galizia e in Comunità Valenciana costruisce alleanze con Podemos.
Per le elezioni del 2016, l'intesa con Podemos viene raggiunta su tutto il territorio nazionale e viene presentata la lista Unidas Podemos.
Tra il 2016 e il 2017 il PCE svolge il XX Congresso, durante il quale Centella critica fortemente la costruzione di IU. In conclusione del Congresso, il Partito torna ad adottare ufficialmente nello statuto il marxismo-leninismo. Dopo un periodo di transizione viene eletto segretario Enrique Santiago e Centella diventa presidente del PCE.

## Segretari generali
- Antonio García Quejido (1921-1923)
- César Rodríguez González (1923-1925)
- José Bullejos (1925-1932)
- José Díaz (1932-1942)
- Dolores Ibárruri (1942-1960)
- Santiago Carrillo (1960-1982)
- Gerardo Iglesias (1982-1988)
- Julio Anguita (1988-1998)
- Francisco Frutos (1998-2009)
- José Luis Centella (2009-2018)
- Enrique Santiago (2018-in carica)[22]

## Risultati elettorali
| Elezioni            | Voti      | Percentuale | Eletti   |
| 1977 Politiche      | 1.709.890 | 9,33%       | 20 / 350 |
| 1979 Politiche      | 1.938.487 | 10,77%      | 23 / 350 |
| 1982 Politiche      | 846.515   | 4,02%       | 4 / 350  |
| 1983 Amministrative | 1.460.942 | 7,79%       |          |
| ------------------- | --------- | ----------- | -------- |

Dal 1986, il PCE si presenta nelle liste elettorali della Sinistra Unita.